# Pletón
Jorge Gemisto (en griego: Γεώργιος Πλήθων Γεμιστός; c. 1355 - c. 26 de julio de 1452), quien se hizo llamar Pletón o Plethon (dependiendo de la transliteración), fue un humanista y filósofo bizantino, unos de los principales impulsores del estudio del griego en el mundo latino, y del platonismo. Ferviente seguidor de Platón, enseñó en Florencia, con sus enseñanzas estableció la base para la creación de la Academia de Florencia, por lo cual se lo considera un precursor del Renacimiento.

## Juventud
Probablemente originario de Constantinopla, en su juventud estudió en Adrianópolis, donde conoció el pensamiento de Platón, en cuyo honor cambiaría su nombre por el de Pletón (que además de sonar de modo similar a Platón significa "pleno"). Luego viajó hacia Palestina y Chipre, entre otros sitios, hasta afincarse en Mistra, donde se dedicó a la enseñanza.

## Magisterio en Mistra
En Mistra escribió y enseñó filosofía, astronomía, historia y geografía, y realizó compilaciones de varios autores clásicos. Allí estudiaron junto a él Basilio Bessarión y Jorge Scholarius (o Escolario), quien luego sería Patriarca de Constantinopla y un gran oponente de Plethón. En Mistra Plethón fue nombrado magistrado del déspota Teodoro II Paleólogo (hermano de Juan VIII Paleólogo).
Plethón escribió De Differentiis, una detallada comparación entre las concepciones de Platón y de Aristóteles acerca de Dios. Jorge Escolario, años después, defendió a Aristóteles y convenció al emperador Manuel II Paleólogo que el apoyo de Plethón de Platón conducía a la herejía. Manuel confinó a Plethón en Mistra, donde Plethón ganó fama y se convirtió en una celebridad. En 1415 y en 1418 escribió panfletos a Teodoro y a Manuel describiendo cómo el imperio podría organizarse mejor de acuerdo a los consejos de Platón en La República, lo que incluía reformas políticas, económicas y legales. Con estos panfletos, Plethón adquirió mayor renombre como legislador, y hubo rumores que indicaban que en sus memorias escribía completos códigos legales.
Escribió también un resumen de las doctrinas de Zoroastro y de Platón que muestra sus eclécticas creencias politeístas. También escribió sobre la condición del Peloponeso, compilando varios volúmenes de extractos de autores antiguos. Escribió también obras de música, geografía, filosofía política y otros asuntos.

## Enseñanza en Florencia

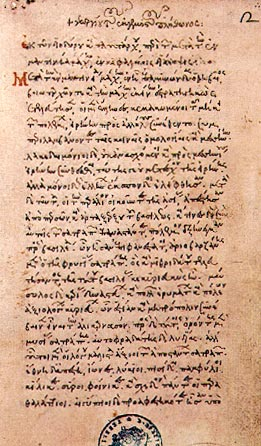
Manuscrito en griego escrito por Pletón a comienzos del.

En 1428 Gemistos fue consultado por el emperador romano Juan VIII Paleólogo sobre la unión de las iglesias griega y latina, y aconsejó que ambas delegaciones tuviesen igual poder de voto.
Los estudiosos bizantinos habían estado en contacto con sus pares occidentales desde la época del Imperio Latino, y más especialmente desde que el Imperio Bizantino comenzó a solicitar ayuda a Europa occidental ante la amenaza de los otomanos y su avance, durante el siglo XIV. Europa occidental tenía acceso a algunas obras de la antigua filosofía griega, pero los bizantinos tenían muchos escritos de autores griegos y de sus intérpretes que los occidentales jamás habían podido leer. Después de 1438, cuando el emperador bizantino Juan VIII Paleólogo acudió al Concilio de Ferrara, después conocido como Concilio de Florencia, los occidentales tuvieron acceso a gran parte de estos escritos.
A pesar de que Pletón era un filósofo secular, fue elegido para acompañar a Juan VIII por su sabiduría y vida moral. Otros delegados fueron su antiguo alumno, Basilio Bessarión, Marco Eugenikos y Scholarios. Fue asesor en el Concilio de Ferrara entre 1438 y 1439.
Como maestro secular, Pletón en muchas ocasiones no fue precisado durante el concilio; y ante la invitación de algunos humanistas florentinos, estableció temporalmente una escuela para enseñar las diferencias entre Platón y Aristóteles. En esta época, pocas obras de Platón se estudiaban en el mundo latino y básicamente reintrodujo a Platón en el mundo occidental. Cosme de Médicis estuvo presente en estas lecciones y por ellas se guio para fundar luego la Accademia Platonica en Florencia, donde los que estudiaron con Pletón continuaron su enseñanza una vez que el concilio llegó a su fin. Por este motivo, Pletón es considerado una de las más importantes influencias sobre el renacimiento italiano. Marsilio Ficino y el primer director de la Academia Platónica dieron a Pletón el honor de llamarlo el segundo Platón, mientras que Bessarión consideraba que el alma de Platón ocupaba su cuerpo. Pletón pudo haber sido también la fuente para el orfismo de Ficino en su sistema de magia natural.
Muchos humanistas italianos tuvieron influencia de Pletón, entre ellos Francesco Filelfo, Segismundo Malatesta, Leonardo Bruni y Ciriaco d'Ancona.
Mientras se encontraba en Florencia, Pletón resumió sus enseñanzas en un volumen llamado Sobre las diferencias entre Aristóteles y Platón, generalmente conocido como De Differentiis. Jorge Scholarius replicó a este escrito con otro titulado Defensa de Aristóteles, que originó una subsecuente respuesta por parte de Pletón, y otras respuestas por parte de otros autores, como Bessarión.

## Politeísmo y últimos días
Al volver al Peloponeso, Gemistos fundó una escuela, donde enseñó el politeísmo, en abierta confrontación con el monoteísmo, queriendo restablecer las bases del antiguo politeísmo griego, con base platónica. Algunos de sus discípulos oraban ante estatuas de deidades paganas.
Pletón murió en Mistra en 1452 o en 1454, de acuerdo a John Monfasani. En 1466, algunos de sus discípulos italianos, liderados por Segismundo Pandolfo Malatesta, robaron sus restos de Mistra y los enterraron en el Templo Malatestiano, en Rímini, "para que el gran maestro pudiera encontrarse entre hombres libres".